# A Wonderful Life (альбом Mushroomhead)
A Wonderful Life — восьмой студийный альбом американской хеви-метал-группы Mushroomhead, вышедший 19 июня 2020 года на лейбле Napalm Records. Перед выпуском альбома вышло 2 сингла: Seen It All и The Heresy. Со времен прошлого альбома, состав коллектива был серьёзно изменён.

## Предыстория
| Оценки критиков  | Оценки критиков |
| Источник         | Оценка          |
| ---------------- | --------------- |
| Blabbermouth.net | 6.5/10          |
| Metal Hammer     | [ 8 ]           |
| Wall of Sound    | 5/10            |
| Lords of Metal   | 7.5/10          |

В сентябре 2016 года было объявлено, что группа вернулась в студию для записи своего нового альбома. В марте 2018 года было объявлено, что вокалист Джеффри Хэтрикс покинул группу, а всего через день её покинул и гитарист Томми Чёрч. К концу месяца, стало известно о вступлении вокалиста Стива Раукхорста и гитариста Томми Шафнера в группу.
4 апреля 2019 года Mushroomhead объявили о подписании контракта с Napalm Records.
В августе 2019 года барабанщик Стив Фелтон рассказал, что группа планирует выпустить альбом в 2020 году, хотя изначально он планировался весной 2019 года. Стив также уточнил, что новый альбом готов на 80 %, осталось только найти подходящего человека, который сведет его и уложится в сроки. Несколько вокальных партий были записаны в студии Abbey Road Studios.
21 апреля 2020 года был выпущен первый сингл Seen It All. В тот же день было объявлено название нового альбома A Wonderful Life, который выйдет 19 июня 2020 года. Стало известно, что вокалистка Джеки ЛаПонза официально присоединилась к группе. 26 мая 2020 года группа выпустила второй сингл The Heresy.
Стив Фелтон перед выпуском альбома высказал своём мнение о записи:

Новый альбом A Wonderful Life во многом напоминает мне XII. Я действительно думаю, что на этом альбоме найдется что-то для каждого. Если вы не поклонник более брутального тяжелого материала, подождите, пока трек закончится, потому что следующий будет чем-то другим. Действительно, в этом есть что-то для каждого. Большой потенциал для новых поклонников или тех, кто слушал Mushroomhead раньше, но больше не знает, как она звучит. Это не просто новый альбом, это новый Mushroomhead.
Оригинальный текст (англ.)New album A Wonderful Life reminds me of XII in a lot of ways. I really think on this album, there truly is something for everyone. If you’re not a fan of the more brutal heavy stuff wait for the track to end because the next will be something different. Truly there’s something for everyone on this. A lot of potential for new fans, or those who’ve listened to Mushroomhead before who don’t know what it sounds like anymore. It’s not just the new album, it’s the new Mushroomhead.
— 

## Список композиций
Авторы всей музыки на альбоме Mushroomhead.
| №                   | Название                 | Длительность |
| ------------------- | ------------------------ | ------------ |
| 1.                  | «A Requiem for Tomorrow» | 4:42         |
| 2.                  | «Madness Within»         | 3:38         |
| 3.                  | «Seen It All»            | 3:57         |
| 4.                  | «The Heresy»             | 4:00         |
| 5.                  | «What a Shame»           | 4:19         |
| 6.                  | «Pulse»                  | 4:28         |
| 7.                  | «Carry On»               | 3:16         |
| 8.                  | «The Time Has Come»      | 4:41         |
| 9.                  | «11th Hour»              | 5:09         |
| 10.                 | «I Am the One»           | 3:52         |
| 11.                 | «The Flood»              | 4:25         |
| 12.                 | «Where the End Begins»   | 7:18         |
| 13.                 | «Confutatis»             | 4:15         |
| 14.                 | «To the Front»           | 2:41         |
| 15.                 | «Sound of Destruction»   | 4:27         |
| 16.                 | «Another Ghost»          | 3:42         |
| 17.                 | «Lacrimosa»              | 2:04         |
| Общая длительность: | Общая длительность:      | 71:00        |

## Чарты
| Чарты (2022)                | Высшая позиция |
| --------------------------- | -------------- |
| Бельгия/Валлония (Ultratop) | 118            |

## Участники записи
Данные с сайта AllMusic.

| - Джейсон «J Mann» Попсон — вокал (харш, рэп) - Стив «Mr. Rauckhorst» Раукхорст — чистый вокал - Джеки «Ms. Jackie» ЛаПонза — вокал - Томми «Tankx» Шафнер — гитара - Райан «Dr.F» Фаррелл — бас-гитара, клавишные - Рик «Stitch» Томас — диджей, семплы, перкуссия - Роберт «Diablo» Гадси — ударные/перкуссия - Стив «Skinny» Фелтон — ударные/перкуссия | - Стив «Skinny» Фелтон — композитор, продюсер, звукоинженер - Райан Фаррелл — композитор - Дон Дебиас — звукоинженер - Хоуи Вайнберг — звукоинженер - Мэтт Уоллес — сведение |